# Laurence Wylie
Laurence William Wylie (* 19. November 1909 in Indianapolis; † 25. Juli 1996 in Cambridge (Massachusetts)) war ein amerikanischer Anthropologe und Romanist. Er wurde durch das Buch Dorf in der Vaucluse international bekannt.

## Leben
Laurence Wylie studierte an der Universität von Indiana und in Paris Französisch und promovierte 1940 an der Brown University mit einer Studie über Saint-Marc Girardin. Von 1947 bis 1950 studierte er Anthropologie an der Universität von Pennsylvania.
Wylie unterrichtete am Simmons College in Boston und am Haverford College. 1950/51 verbrachte er mit seiner Familie ein Jahr in der Vaucluse und verarbeitete seine Erfahrungen dort in der 1957 erschienenen gemeindesoziologischen Studie Dorf in der Vaucluse.
1959 wurde er auf den neugeschaffenen Lehrstuhl für französische Zivilisation an der Universität Harvard berufen, wo er Mitglied sowohl des sozialwissenschaftlichen als auch des romanistischen Fachbereichs war. Von 1965 bis 1967 arbeitete er als Kulturattaché und Vorsitzender der Fulbright-Kommission an der amerikanischen Botschaft in Paris. 1968 wurde er zum Mitglied der American Academy of Arts and Sciences ernannt.

## Dorf in der Vaucluse
Wylie beschreibt das Alltagsleben der Gemeinde Roussillon im südfranzösischen Département Vaucluse. Nach zwei einleitenden Kapiteln zu Geografie und Geschichte des Dorfes, das in dem Buch Peyrane genannt wird, geht er zunächst auf die Lebensabschnitte Kindheit, Schule und Jugend ein. Wylie gab selbst Englischunterricht in der Dorfschule, während sein älterer Sohn die Grundschulklasse besuchte, und lernte so die Realität des französischen Schulwesens kennen. Der größte Teil des Buches widmet sich dann dem Alltagsleben der Erwachsenen, das anhand der Bereiche Probleme und Sorgen sowie Erholung und Vergnügungen im Detail beschrieben wird. Wylie gelingen dabei immer wieder interessante Einblicke, die das Buch auch über seinen soziologischen Gehalt hinaus lesenswert machen.
Dorf in der Vaucluse erschien zuerst 1957 bei Harvard University Press, weitere Ausgaben folgten 1964 und 1974. Die vollständige französische Ausgabe wurde 1968 von Gallimard publiziert, eine deutsche Übersetzung erschien erstmals 1969 in der Reihe Conditio Humana des S. Fischer Verlags. Die 1978 im Fischer Taschenbuch Verlag veröffentlichte Neuauflage enthält ein zusätzliches Kapitel Fünfundzwanzig Jahre später.

## Werke
- Laurence William Wylie: Saint-Marc Girardin - Bourgeois. Syracuse, New York: Syracuse University Press 1947.
- Laurence Wylie: Dorf in der Vaucluse, der Alltag einer französischen Gemeinde. Frankfurt a. M.: Fischer 1969. (Neuauflage Fischer Taschenbuch 1978, ISBN 3-596-26621-1)
- Laurence W. Wylie (Hrsg.): Chanzeaux. A Village in Anjou. Cambridge: Harvard University Press 1966.
- Laurence Wylie, Armand Bégué: Les Français. Englewoods Cliffs: Prentice-Hall 1970.
- Laurence Wylie: Beaux Gestes. A Guide to French Body Talk. Cambridge (Massachusetts): The Undergraduate Press 1977. ISBN 0-525-06180-0